# Niedges-,Sau- und Kirrbachtal zwischen Mauloff und Schmitten
Niedges-,Sau- und Kirrbachtal zwischen Mauloff und Schmitten este o arie protejată (arie specială de conservare — SAC, sit de importanță comunitară — SCI) din Germania întinsă pe o suprafață de 104,16 ha, integral pe uscat.

## Localizare
Centrul sitului Niedges-,Sau- und Kirrbachtal zwischen Mauloff und Schmitten este situat la coordonatele 50°16′27″N 8°24′47″E / 50.2742°N 8.4131°E.

## Înființare
Situl Niedges-,Sau- und Kirrbachtal zwischen Mauloff und Schmitten a fost declarat sit de importanță comunitară în iunie 2000 pentru a proteja 3 specii de animale. Situl a fost protejat și ca arie specială de conservare în martie 2008.

## Biodiversitate
Situată în ecoregiunea continentală, aria protejată conține 7 habitate naturale: Cursuri de apă de la nivel de câmpie la nivel montan, cu vegetație Ranunculion fluitantis și Callitricho-Batrachion, Formațiuni ierboase bogate în specii de Nardus, dezvoltate pe substraturi silicioase în zone montane (și în zone submontane, în Europa continentală), Liziere de ierburi înalte hidrofile de câmpie și de nivel montan până la alpin, Fânețe de joasă altitudine (Alopecurus pratensis, Sanguisorba officinalis), Mlaștini alcaline, Păduri de fag Luzulo-Fagetum, Păduri aluvionare cu Alnus glutinosa și Fraxinus excelsior (Alno-Padion, Alnion incanae, Salicion albae).
La baza desemnării sitului se află mai multe specii protejate:
- păsări (2): porumbel de scorbură (Columba oenas), ciocănitoare neagră (Dryocopus martius)
- nevertebrate (1): phengaris nausithous (Maculinea nausithous)

Pe lângă speciile protejate, pe teritoriul sitului au mai fost identificate 7 specii de plante, 1 specie de amfibieni, 1 specie de nevertebrate.